# Kagu
Kagu (lat. Rhynochetos jubatus) je najveća još živuća vrsta ptica otočnog svijeta Oceanije koja ne može letjeti. Kritično je ugrožena vrsta.

## Opis
Kagu ima nekoliko čuperaka glavi koji podsjećaju na kosu. Prekriven je svijetlosivim perjem, osim na krilima i repu koji su pokriveni crnim i tamnosmeđim perjem. Rep mu je kratak. Na kratkim troprstim nogama nalaze se pandže.

## Stanište
Kagu živi skrovito u nekim grmovim šumama na otoku Nova Kaledonija.

## Ugroženost
Jedna od kritično ugroženih vrsta ptica za koju se smatra da je treba najhitnije spasiti, ipak, još uvijek je vrlo rijetka ptica kojoj prijeti izumiranje, a stručnjaci je s naporom pokušavaju sačuvati. Kagu je ugrožen od sisavaca koje su donijeli ljudi koji su se naselili na otok prije 3000 god.

## Vanjske poveznice
|  | Zajednički poslužitelj ima stranicu o temi Rhynochetos jubatus    |
|  | Zajednički poslužitelj ima još gradiva o temi Rhynochetos jubatus |
|  | Wikivrste imaju podatke o taksonu Rhynochetos jubatus             |